# Niederwinterhagen
Niederwinterhagen ist ein Wohnplatz in Hückeswagen im Oberbergischen Kreis im südlichen Nordrhein-Westfalen innerhalb des Regierungsbezirks Köln (Deutschland).

## Lage und Beschreibung
Niederwinterhagen liegt im Westen Hückeswagens an der Bundesstraße 237. Nachbarorte sind Winterhagen, Sonnenschein, Junkernbusch, Heidt, Dörpe und der größere Stadtteil Wiehagen.
Durch den Ort fließt der Winterhagener Bach, ein Zufluss des Bachs Dörpe.

## Geschichte
1407 wurde der Ort das erste Mal urkundlich erwähnt: Ein Johan Wynterhaige, Richter zu Hokishouen, erscheint in einer Urkunde über den Verzicht des Stael v. Holstein auf das bergische Erbdrosten- und Erbhofmeisteramt. Schreibweise der Erstnennung: Wynterhaige.
Im 18. Jahrhundert gehörte der Ort zum  bergischen Amt Hückeswagen. 1815/16 lebten 22 Einwohner im Ort. 1832 gehörte Niederwinterhagen unter dem Namen Oberwinterhagen der Großen Honschaft an, die ein Teil der Hückeswagener Außenbürgerschaft innerhalb der Bürgermeisterei Hückeswagen war. Der laut der Statistik und Topographie des Regierungsbezirks Düsseldorf als Weiler kategorisierte Ort besaß zu dieser Zeit drei Wohnhäuser und sechs landwirtschaftliche Gebäude. Zu dieser Zeit lebten 20 Einwohner im Ort, zwölf katholischen und acht evangelischen Glaubens.
Im Gemeindelexikon für die Provinz Rheinland werden für 1885 fünf Wohnhäuser mit 51 Einwohnern angegeben. Der Ort gehörte zu dieser Zeit zur Landgemeinde Neuhückeswagen innerhalb des Kreises Lennep. 1895 besitzt der Ort drei Wohnhäuser mit 26 Einwohnern.
Niederwinterhagen wurde bis 2004 durch den sehr hohen Bahndamm der stillgelegten Wippertalbahn zwischen Remscheid-Bergisch Born und Marienheide (Kursbuchstrecke KBS412) optisch dominiert. Im Sommer 2004 wurde der Bahndamm großflächig abgetragen und der Tunnel der Bundesstraße 237 durch den Bahndamm freigelegt, um diese Engstelle zu beseitigen. Bis zur Stilllegung der Wippertalbahn 1995 gab es in Winterhagen einen Eisenbahn-Haltepunkt der bei 51° 8′ 54,2″ N, 7° 18′ 4″ O lag.